# Gerhard Illing
Gerhard Illing (* 16. Oktober 1955 in München) ist ein deutscher Ökonom und Professor für Makroökonomie an der Ludwig-Maximilians-Universität München.

## Leben
Illing studierte über ein DAAD-Stipendium von 1980 bis 1981 an der University of Cambridge (Master of Philosophy). 1984 wurde er in Volkswirtschaftslehre an der Ludwig-Maximilians-Universität München zum Dr. rer. pol. promoviert. Von 1987 bis 1992 war er wissenschaftlicher Assistent an der Volkswirtschaftlichen Fakultät in München; 1991 erfolgte seine Habilitation. 1992 war er Heisenberg-Stipendiat.
Von 1993 bis 1995 wirkte er als Professor für Wirtschaftspolitik an der Universität Bamberg. Es folgte von 1995 bis 2001 der Lehrstuhl für Wirtschaftstheorie an der Johann Wolfgang Goethe-Universität Frankfurt am Main. Seit 2001 ist er Ordinarius für Makroökonomie an der Ludwig-Maximilians-Universität München.
Außerdem ist bzw. war er Gastprofessor an der University of Western Ontario in London, der Technischen Universität Bergakademie Freiberg, der FernUniversität in Hagen, der London School of Economics and Political Science, am Center for Economic Research and Graduate Education (CERGE) in Prag und an der Chinesischen Volksuniversität in Peking.
Er verfasste mehrere Lehrbücher (u. a. mit Olivier Blanchard) und war von 2002 bis 2009 Herausgeber der CESifo Economic Studies in München.